# 黄金の絆
『黄金の絆』（おうごんのきずな）は、2009年5月28日にジャレコから発売されたWii用アクションロールプレイングゲーム。当初は2008年冬発売予定だった。

## 概要
2008年8月に発表。タイトル通り、人と人との「絆」がゲームのテーマになっている。
開発はタウンファクトリーが行い、ディレクターは『王様物語』（2007年）手掛けた川口洋一、シナリオはスクウェアのゲームを多数手掛けた生田美和、キャラクター・デザインは酒井諭が担当した。
発表直後から『ファミ通』に大々的な広告が掲載されるなどプロモーションに力が入れられていたが、実際のゲームの完成度、売り上げともに芳しくなかった。
発売の数ヶ月前から公式サイトに2ちゃんねるなどと同様のスレッドフロート型掲示板が開設されたが、ゲームそのものとは無関係なスレッドやAAが削除されず放置されているなど、管理はほとんどされていなかった。『黄金の絆』についての話題はほとんど無いどころか、閉鎖直前の時期は書き込みすらほとんどされていない状態だった。掲示板は7月31日に閉鎖予定とされていたが、実際に閉鎖されたのは8月に入ってからだった。

## ストーリー
ナビガトリア王国と魔物の大戦にて、英雄ジェラードの手により魔族の王ガルバランは討ち取られ、平和が訪れた。
だが、大戦から10年後の現在、再び魔物たちの活動が活発化し、ナビガトリア王国は窮地に晒される。
大戦の後姿を消した父の行方を追う英雄の息子リアンは、魔物討伐の旅を続けていく中で父の失踪の裏に隠された真実を知ることとなる。

## キャラクター
リアン
声 - 野間田一勝
主人公。魔物討伐の旅を続けるリゾルバー（賞金稼ぎ）の青年。
アイナ
ナビガトリア王国の第一王女。
ガストン
ナビガトリア王国の第一王子。魔法を得意とし、かつてリアンの父ジェラードと共に魔王ガルバランと戦った。
ジェラード
リアンの父。10年前の戦いで魔王ガルバランを討伐した英雄。
ミスト
声-前田玲奈
アイナの教育係を務める女性。
エイブラム
ナビガトリア王国国王。
魔王ガルバラン
魔族の王。10年前の戦いでジェラートに討伐される。
サディアス
声 - 古川慎
魔王ガルバランの息子。英雄の息子であるリアンを敵視する。

## 評価
『ファミ通』の「クロスレビュー」では「4/5/4/4」の計17点。具体的には「演出、アクション、グラフィックなど、各々のクオリティがどれも近代ゲームの水準に一歩届いていない印象」「クエストが多いが単調」「ロード時間が長いなど不親切な点が目立つ」などと評された。
発売後にはジャレコ社長の加藤貴康がインタビューにて「まあ、クソですよね。あれをクソと言わずして、何をクソと言うのかってことです」と語り、自ら「クソ」であると認める発言をしている。「クソゲー」となってしまった理由として「プロ意識が全く無かった。満足いかないクオリティのまま世に出そうとしてしまう生ぬるさがあった」としている。その一方で開発元のタウンファクトリーについては「もう一度私がチャンスを作るから、同じチームで見返してやろうよと。彼らは、そこで諦めてしまうようなレベルのスタッフじゃないと思っているんです」と語っている。その後、2009年10月28日放送の『ありえへん∞世界』にてTV放送でクソゲーであると社長自らがプレイしながら公言した。

## テレビCM
本作のテレビCMは3種類製作されたが、実際に使用されたのは名古屋城の金の鯱のみを延々と映す「黄金のシャチホコ編」のみである。
残りの2つは公式サイトで未公開映像として公開されたが、ゲーム画面を使用した正統派のCMである「ストレートトーク編」はともかくとして、客が他にも乗っている路線バスの中で全身に金粉を塗った男女が奇声を上げつつ服を脱いで抱き合う「黄金の人 発見編」は意味不明かつシュールなCMとして話題になった。
黄金のシャチホコ編と黄金の人発見編では『ぼくたちの失敗』（光岡昌美によるカバー）がBGMとして流れている。

## スタッフ
- ディレクター：川口洋一
- シナリオ：生田美和
- イラストレーター：酒井諭
- プロデューサー：星直樹